# ساپ‌ویت بیبی
ساپ‌ویت بیبی (به انگلیسی: Sopwith Baby) یک هواگرد ملخ‌پیشین تک‌موتوره تک‌سرنشین از نوع بمب‌افکن آب‌نشین ساخت شرکت هوانوردی ساپ‌ویت بود. هواگرد ساپ‌ویت بیبی نخستین پروازش را در ماه سپتامبر سال ۱۹۱۵ انجام داد. در مجموع ۳۸۶ فروند از این هواگرد ساخته شد.
حداکثر ارتفاع پروازی این هواگرد ۱۰٬۰۰۰ فوت (۳٬۰۴۸ متر) بود. این هواگرد می‌توانست با سرعتی بین ۱۵ گره (۲۸ کیلومتر بر ساعت) تا ۱۸ گره (۳۳ کیلومتر بر ساعت) برای حدود دو و نیم ساعت پرواز کند.